# 土田龍太郎
土田 龍太郎（つちだ りゅうたろう、1947年9月29日 - ）は、インド文学者。国家基本問題研究所理事。東京大学名誉教授。

## 概要
1947年、土田國保の長男として東京都に生まれた。東京都立日比谷高等学校を経て、東京大学文学部印度哲学印度文学科に進学。1971年6月に卒業。1973年、同大学院人文科学研究所修士課程を修了。1975年、ドイツ・マールブルク大学に留学し、印度文献学を専攻。1979年4月にマーブルク大学哲学博士号を取得し、10月より同大学助手（非ヨーロッパの言語と文化）をつとめる（1983年3月まで）。
1983年4月、東京大学文学部助教授に就任。印度哲学印度文学科において主に文学を講じた。1988年4月には印度語印度文学科の助教授となり、1994年教授に昇格。1995年4月、 同大学院人文社会系研究科教授。2012年東京大学を定年退任し、名誉教授の称号を受ける。

## 受賞・栄典
- 1987年：日本印度学仏教学会賞を受賞[3]。

## 家族・親族
- 父 土田國保：東京帝国大学、海軍経理学校出身の警察官僚。第70代警視総監で「ミスター警視庁」の愛称で知られた。また、第4代防衛大学校校長。
- 岳父 平川彰[4]：仏教学者、インド学者。

## 著作

### 著書
- Das sattra-Kapitel des Jaiminīya Brāhmana (2,334-370) nach den Handschriften herausgegeben, ins Deutsche übersetzt und erklärt / Marburg : Druck: Mauersberger, 1979
- 『大説話ブリハットカター』（中央公論新社〈中公選書〉、2017年2月）[1]

### 編
- 『今昔秀歌百撰』特定非営利活動法人・文字文化協會、2012年[5]
  - 今昔秀歌百撰の選者として一番で、古事記上巻の豊玉毘賣命の歌「赤玉は緒さへ光れど白玉の君が装し貴くありけり」を選んでいる。